# Ojacastro
Ojacastro is een gemeente in de Spaanse provincie en regio La Rioja met een oppervlakte van 44,32 km². Ojacastro telt 168 inwoners (1 januari 2016).

## Demografische ontwikkeling
Bron: INE, 1857-2011: volkstellingen